# تليف الكبد العائلي
تليف الكبد العائلي (بالإنجليزية: Familial cirrhosis)‏ هو أحد أمراض اختلالات الكيراتين في الجسم, وفيه يحدث تليف لنسيج الكبد دون أي سبب معلوم. ويسمى بالعائلي لأنه يعد مرضًا وراثيًا ينتقل بين أفراد العائلة الواحدة. وتستمر عملية التليف تدريجيًا حتى تتدهور وظيفة الكبد وتتدهور معها وظايف باقي الأعضاء مما يؤثر على صحة المريض في المجمل.

## الأعراض والعلامات
من أعراض تليف الكبد العائلي:
- الخمول والإجهاد
- فقد الشهية
- الغثيان والقيء
- ألم بالبطن
- فقد الوزن
- تضخم الطحال

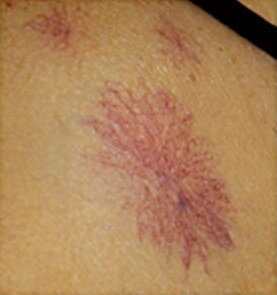
ورم وعائي عنكبي

- تمدد الأوعية الدموية على سطح الجلد لتشكل شبكات صغيرة تشبه شبكات العنكبوت فيما يعرف بورم وعائي عنكبي.

## العلاج
يهدف العلاج إلى تأخير حدوث مضاعفات المرض و تقوية أجهزة الجسم لتتحمل تدهور وظائف الكبد بالتغذية الجيدة و الامتناع عن تعاطي الكحوليات. كما يمكن التدخل الطبي للسيطرة على ارتفاع ضغط الدم في الدورة الدموية البابية و يمكن أيضًا إجراء عملية زراعة كبد.